# Woordvoerder

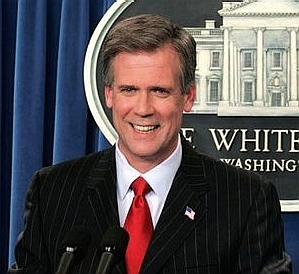
Tony Snow, de woordvoerder van het Amerikaanse Witte Huis, in 2006

Een woordvoerder of woordvoerster is een persoon die de externe communicatie van een organisatie of bedrijf voor zijn rekening neemt. Hij of zij onderhoudt contacten met de pers en brengt relevante informatie uit zijn organisatie naar buiten. In veel organisaties en bedrijven heeft de woordvoerder het exclusieve recht om informatie aan de pers of aan derden te verspreiden. Zo wordt de verspreiding van informatie gecontroleerd en beperkt: enerzijds wordt de verspreiding van onwaarheden en mogelijk schadelijke of kwaadwillige geruchten tegengegaan, anderzijds filtert het management de informatiestroom om zo de potjes gedekt te houden.
In de politiek is de woordvoerder van een fractie iemand die namens de fractie over een bepaald onderwerp spreekt.
Een woordvoerder kan zijn opgeleid als communicatiemanager of communicatiewetenschapper, maar minder specifieke opleidingen komen ook vaak voor.